# Moravska vojno-inspekcijska oblast
Moravska oblast ili Moravska vojno-inspekcijska oblast (bug. Моравска военноинспекционна област) formirana je 17. studenog 1915. godine na zapovijed (vrhovnog) zapovjednika bugarske vojske u Prvom svjetskom ratu general-bojnika Nikole Žekova. Njeno sjedište je bilo u Nišu.
U Moravsku oblast uključeni su svi predjeli koje je bugarska vojska zauzela u Srbiji u njenim granicama do 1912. godine, prema tajnom bugarsko-njemačkom sporazumu iz 1915. godine. Redoslijedom ishoda rata, vojne i civilne vlasti ujedinjuju se u jedno u moravskim krajevima.
Načelnikom Moravske vojno-inspekcijske oblasti postavljen je general-potpukovnik Vasil Kutinčev.
U oblasti 1917. godine 21. veljače izbija ustanak stanovništva protiv okupacije koji traje do 25. ožujka.